# Pheidole sperata
Pheidole sperata är en myrart som beskrevs av Auguste-Henri Forel 1915. Pheidole sperata ingår i släktet Pheidole och familjen myror. Inga underarter finns listade i Catalogue of Life.